# Галаов, Анатолий Ильич
Анатолий Ильич Галаов (осет. Галауты Ильияйы фырт Анатоли; 23 октября 1946) — советский и российский актёр театра и кино. Директор Северо-Осетинского театра оперы и балета. Народный артист Республики Северная Осетия-Алания.

## Биография
Родился 23 октября 1946 года в г. Алагир.
Окончил ГИТИС, актерского мастерства (1970 г.), педагог — Цыганков В. И. Имеет дополнительное образование — Высшие режиссерские курсы ГИТИС — режиссер драматического театра.
Работает в Северо-Осетинском театре оперы и балета.

## Театральные работы
Актер («На дне» — Горький М.); Арсбег («Орлиная гора» — Темиряев Д. И.); Атанас Желев («Любовь необъяснимая» — Йорданов Н.); Вершинин («Три сестры» — Чехов А. П.); Гвидо Колонна («Джованна» — Метерлинк М.); Коста Хетагуров («Горькие рифмы» — Черчесов Б., Мецаев К.); Мартин («Поворот» — Франк Л.); Ринальдо («Анжелика и разбойники» — Джованини Н.).
Поставил множество драматических спектаклей, в данный момент занимается постановками оперных спектаклей.

## Призы и награды
- Лауреат Всероссийского конкурса артистов-чтецов (1973), почетная грамота Смотра болгарской драматургии (1978), поощрительная премия ЦК ВЛКСМ за постановку спектакля (1977).
- Лауреат Государственной премии им. К. Л. Хетагурова (2001) за роль Коста в спектакле Осетинского театра «Горькие рифмы»[1].
- Награждён медалью «За заслуги перед Отечеством» 2 степени (2012).